# Numerele de înmatriculare auto în Liechtenstein

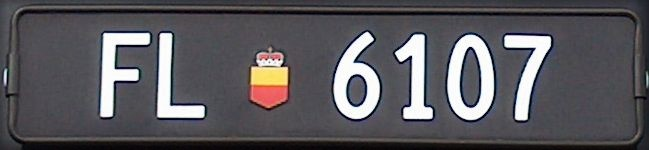
Număr de înmatriculare din Liechtenstein

Numerele de înmatriculare din Liechtenstein sunt compuse din literele FL, care vin de la Fürstentum Liechtenstein (Principatul Liechtenstein) și are până la cinci cifre în combinație. Din 1986 numerele de înmatriculare au dimenisunea de 500×110 mm până la 520×110 mm. ( = Numerele de înmatriculare auto în Elveția).